# نتیسهال
نتیسهال (به انگلیسی: Knettishall) یک روستا و محله مدنی در بریتانیا است که در St Edmundsbury واقع شده‌است. نتیسهال ۴۰ نفر جمعیت دارد.